# Sten Theander
Sten Sture Theander, född 27 januari 1928 i Nybro, död 24 december 2022 i Lund, var en svensk psykiater.

## Biografi
Efter studentexamen i Kalmar 1947 blev Theander medicine kandidat 1950, medicine licentiat 1956 samt medicine doktor och docent vid Lunds universitet 1970 på avhandlingen Anorexia nervosa: a psychiatric investigation of 94 female patients. Han var vikarierande underläkare vid psykiatriska kliniken på Lunds lasarett 1956–58, läkare på Sankt Lars sjukhus 1958–59 och därefter vid psykiatriska kliniken på Lunds lasarett. Han har även skrivit Psykiatriska sjukdomsbilder (1983) och  Ätsjukdomarna anorexia nervosa och bulimi: en information till skolhälsovården (tillsammans med Per Kronvall, 1990).